# Мотт и бейли (аргументация)

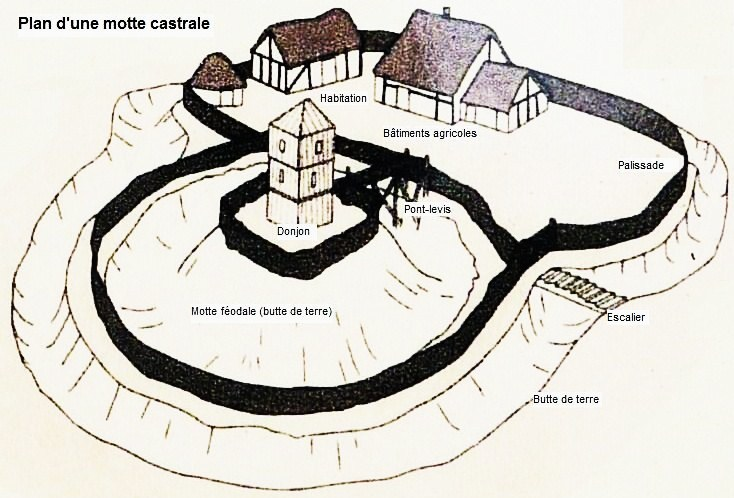
Средневековый замок: слева мотт — холм, на котором расположена укреплённая башня, справа — бейли, двор замка.

«Мотт и бейли» (англ. motte-and-bailey fallacy) — метод аргументации, при которой используется заведомо ложная совокупность утверждений, подменяемых в ходе дискуссии. Концепция широко используется при анализе этических, политических и религиозных позиций.

## История
Название связано с моттом и бейли, типом раннесредневекового замка, состоящего из «мотта» — насыпного кургана, на котором расположена укреплённая оборонительная башня, слабо пригодная для жизни, но в которую можно отступить при необходимости, — и «бейли», обнесённого частоколом двора, в котором обитатели замка живут, но который сложно оборонять в случае атаки.
Термин впервые применил в 2005 году философ Николас Шакел (англ. Nicholas Shackel) в статье «Пустота постмодернистской методологии» (англ. The Vacuity of Postmodernist Methodology).

## Описание
При аргументации типа «мотт и бейли» один из спорящих смешивает две разных позиции: очевидную и легко защищаемую («мотт», холм) и более спорную, но слабую («бейли», двор замка). Спорящий продвигает спорную позицию, но, когда её подвергают сомнению, настаивает, что имел в виду только очевидную и легко защищаемую позицию. После того, как первоначальная аргументация подвергается критике, спорящий выдвигает легко доказуемую истину и утверждает, что, поскольку оппонент не стал спорить с очевидной позицией, то и спорная позиция не была им опровергнута. В другом варианте он приравнивает критику спорной позиции к критике очевидной и потому называет оппонента неразумным.

## Примеры
Согласно Шакелю, в сильной программе социологии научного знания используется метод «мотт и бейли», когда кто-то утверждает, что знание — это то, что люди считают таковым, и не отличает общепринятых, но противоречащих реальности концепций от корректных концепций. В сильной программе легко защищаемый «мотт» — это утверждение, что знанием мы называем то, что общепринято считается таковым, а желанный, но спорный «бейли» — это утверждение, что научное знание не отличается от других общепринятых типов знания, а потому истинность научных утверждений и их связь с реальностью якобы не имеют отношения к процессу получения научного знания.
Психиатр из Сан-Франциско, рационалист Скотт Александр, автор блогов о науке, медицине, философии, политике и футуризме Slate Star Codex (SSC) и LessWrong, также приводит примеры аргументации «мотт и бейли», в том числе на примере своих единомышленников: некоторые рационалисты продвигают противоречивые и сложные вещи, такие как байесианизм и утилитаризм (аргументация «бейли»), при этом применяется термин «рациональность» в ответ на критику. Утверждение, что рациональность — это «всё, что помогает обществу в достижении целей» заявляется как изначальное. Это расплывчатое утверждение универсально и не вызывает возражений (аргументация «мотт»). Затем, как только оппонент признаёт, что чем больше рациональности, тем лучше, рационалисты требуют признать, что в обществе следует изучать больше байесовской статистики.